# 梅迪納 (昆迪納馬卡省)

梅迪納是哥倫比亞的城鎮，位於該國中部，由昆迪納馬卡省負責管轄，距離首府波哥大192公里，始建於1620年，面積1,915平方公里，海拔高度461米，2005年人口9,484。

## 外部連結
- （西班牙文） Medina official website

4°31′N 73°21′W / 4.517°N 73.350°W